# 영웅왕, 극한의 무를 위해 전생하다 ~그리고 세계 최강의 견습기사가 되다♀~
영웅왕, 극한의 무를 위해 전생하다 ~그리고 세계 최강의 견습기사가 되다♀~(英雄王、武を極めるため転生す 〜そして、世界最強の見習い騎士♀〜)는 하야켄(작가), Nagu(일러스트)가 원작한 일본의 라이트 노벨 소설 작품이다.
2019년 3월 12일부터 소설 투고 사이트 「소설가가 되자」에서 연재 중이다. 단행본은 HJ문고(하비재팬)에서 간행되고 있다.

## 줄거리
거대한 나라를 세운 영웅왕 잉그리스는 죽음 직전 다음 인생에서는 무의 길을 걷고 싶다고 강력히 바란다. 그 소원은 여신에게 닿아 미래에서 기사 명가의 딸로 환생한다. 여섯 살 때 세례에서 마인을 얻지 못해 기사의 재능이 없다고 판단되지만, 라니를 돕기 위해서라 칭하며 훈련에 동행하며 수행의 나날을 보낸다.